# منتدى السلامة الإسلامي
منتدى السلامة الإسلامي (بالإنجليزية: Muslim Safety Forum)‏ وتُختصر إلى MSF هي منظمة مقرها بريطانيا أُنشأت لتحدي «التركيز غير العادل على المجتمع المسلم عندما يتعلق الأمر بالأنشطة الشرطية وتطبيق تشريعات مكافحة الإرهاب». تأسست في عام 2001 وتضم عددًا من المنظمات الإسلامية، بما في ذلك المجلس الإسلامي البريطاني (MCB) والمفوضية الإسلامية لحقوق الإنسان (IHRC) والمنتدى الإسلامي في أوروبا (IFE)، وغيرها. وقد وصفتها منظمة هيومن رايتس ووتش في عام 2010 بأنها «منظمة جامعة غير حكومية تمثل أكثر من 40 منظمة إسلامية في المملكة المتحدة». وصفت شيراز ماهر المنظمة في صحيفة The Jewish Chronicle بأنها «جماعة متطرفة يسيطر عليها الإسلاميون الذين يدعمون حماس».
عقدت المنظمة العديد من الاجتماعات في نيو سكوتلاند يارد (مقر دائرة شرطة العاصمة) لمناقشة سلامة المجتمع، ومكافحة الإرهاب وإجراءات الشرطة المجتمعية. من عام 2001 حتى عام 2011 عقدت المنظمة اجتماعات منتظمة بين كبار ضباط الشرطة وممثلي المؤسسات الإسلامية ومنظمات الجالية الإسلامية. كان هذا أحد الإجراءات التي اتخذتها شرطة العاصمة في أعقاب هجمات 11 سبتمبر كواحدة من العديد من الجهود التي تبذلها الخدمة للدخول في حوار مع الجالية البريطانية المسلمة للتصدي للإسلاموفوبيا وجرائم الكراهية ضد المسلمين.
في عام 2006 كان آزاد علي رئيسًا لها. في ديسمبر 2006 وقع علي اتفاقية مع يان بلير، مفوض شرطة العاصمة آنذاك، نصت على ما يلي: «سيعترف المفوض بالمنظمة كهيئة رئيسية فيما يتعلق بسلامة وأمن المجتمع المسلم». بموجب هذا الاتفاق، كان من المقرر أن يلتقي يان بلير أو نائبه مع علي وطاقم المنظمة مرتين في السنة على الأقل وعقد اجتماعات شهرية مع المنظمة في «نيو سكوتلاند يارد أو أي مبنى آخر مناسب». كان على رؤساء الألقاب، بمن فيهم قادة مكافحة الإرهاب، حضور اجتماعات المنظمة «كلما أمكن ذلك». كان على مقر دائرة شرطة العاصمة «استخدام المنظمة كهيئة استشارية للمساعدة في صياغة سياسة أو ممارسة» و«تقدم خطة عمل سنوية من خلال مسارات عمل ذات أولوية متفق عليها»، بقيادة مشتركة من قبل ممثلي مقر دائرة شرطة العاصمة ومنتدى السلامة الإسلامي. كان علي قائد المنظمة في مكافحة الإرهاب.
في أعقاب الجدل حول الغارة الفاشلة على بوابة الغابة في صيف عام 2006، وافقت مقر دائرة شرطة العاصمة أيضًا على إنشاء لجنة من أربعة أفراد مع المنظمة، مع علي كواحد من اللجنة، لعرض المجتمع المسلم على استخبارات الشرطة.
ترك علي منصب رئيس مجلس الإدارة في عام 2008، بعد أن تم تعيينه أمينًا لصندوق المنظمة، استقال من المنظمة في عام 2009 بعد الإعلان عن تقييمه لعبد الله يوسف عزام، معلم أسامة بن لادن، والموافقة على مدونته الخاصة بنجل عزام. ويقول إنه كمسلم ملزم دينياً بقتل الجنود البريطانيين في العراق. ومع ذلك ظل وصيًا ومديرًا للمنظمة. في يوليو 2010، أعيد إلى منصب رئيس المنظمة.
في عام 2012، تلقت المجموعة زيادة في التمويل في الفترة التي سبقت دورة الألعاب الأولمبية لعام 2012 في لندن.